# Swiss (Wisconsin)
Die Town of Swiss ist eine von 21 Towns im Burnett County im US-amerikanischen Bundesstaat Wisconsin. Das U.S. Census Bureau hat bei der Volkszählung 2020 eine Einwohnerzahl von 807 ermittelt. Swiss wurde 1848 von schweizerischen Einwanderern gegründet.
Town hat in Wisconsin eine grundlegend andere Bedeutung, als im übrigen englischsprachigen Bereich. Vielmehr entspricht sie den in den anderen US-Bundesstaaten üblichen Townships, die nach dem County die nächstkleinere Verwaltungseinheit bilden.

## Geografie
Die Town of Swiss liegt im Nordwesten Wisconsins, am Südostufer des in den Mississippi mündenden St. Croix River, der die Grenze zu Minnesota bildet.
Die geografischen Koordinaten des Zentrums der Town of Swiss sind 46°00′59″ nördlicher Breite und 92°17′29″ westlicher Länge. Sie erstreckt sich über eine Fläche von 157,2 km², die sich auf 148,8 km² Land- und 8,4 km² Wasserfläche verteilen.
Die Town of Swiss liegt im Norden des Burnett County und grenzt an folgende Nachbartowns und -townships:
| Arna Township (Pine County, Minnesota)                                           |                 | Town of Blaine    |
| Ogema Township (Pine County, Minnesota) Crosby Township (Pine County, Minnesota) |                 | Town of Webb Lake |
| Town of Union                                                                    | Town of Oakland | Town of Jackson   |

## Verkehr
Der Wisconsin State Highway 35 verläuft parallel zum St. Croix River durch die Town of Swiss und kreuzt hier den in West-Ost-Richtung verlaufende Wisconsin State Highway 77. Alle weiteren Straßen sind untergeordnete Landstraßen,  teils unbefestigte Fahrwege sowie innerörtliche Verbindungsstraßen.
In Danbury, der einzigen Siedlung in der Town of Swiss, befindet sich der nördliche Endpunkt des Gandy Dancer State Trail. Dabei handelt es sich um einen als Rail Trail bezeichneten kombinierter Wander- und Fahrradweg auf der Trasse einer stillgelegten Eisenbahnstrecke. Der Name des Wegs geht auf das Slangwort Gandy Dancer zurück, womit ein Eisenbahnarbeiter bezeichnet wurde.
Mit dem Burnett County Airport befindet sich 27,5 km südlich ein kleiner Flugplatz. Der nächste Großflughafen ist der Minneapolis-Saint Paul International Airport (187 km südsüdwestlich).

## Bevölkerung
Neben der Siedlung Danbury, die als Census-designated place (CDP) lediglich zu statistischen Zwecken zusammengefasst wurde, leben die meisten Einwohner in einzelnen Häusern verstreut über das Gebiet verstreut.
Nach der Volkszählung im Jahr 2010 lebten in der Town of Swiss 790 Menschen in 355 Haushalten. Die Bevölkerungsdichte betrug 5,3 Einwohner pro Quadratkilometer. In den 355 Haushalten lebten statistisch je 00000 Personen.
Ethnisch betrachtet setzte sich die Bevölkerung zusammen aus 75,1 Prozent Weißen, 0,8 Prozent Afroamerikanern, 20,8 Prozent amerikanischen Ureinwohnern, 0,1 Prozent (eine Person) Asiaten sowie 0,1 Prozent aus anderen ethnischen Gruppen; 2,2 Prozent stammten von zwei oder mehr Ethnien ab. Unabhängig von der ethnischen Zugehörigkeit waren 3,2 Prozent der Bevölkerung spanischer oder lateinamerikanischer Abstammung.
17,8 Prozent der Bevölkerung waren unter 18 Jahre alt, 59,7 Prozent waren zwischen 18 und 64 und 22,5 Prozent waren 65 Jahre oder älter. 49,5 Prozent der Bevölkerung war weiblich.
Das mittlere jährliche Einkommen eines Haushalts lag bei 53.149 USD. Das Pro-Kopf-Einkommen betrug 27.240 USD. 16,6 Prozent der Einwohner lebten unterhalb der Armutsgrenze.